# 사카가미 아유미
사카가미 아유미(한국명 : 이유미)는 도에이 애니메이션에서 제작한 애니메이션 프리큐어 시리즈 극장판에 등장하는 인물이다. 애니메이션 성우는 노토 마미코(일본판) / 이새아(한국판)이다. 

## 프로필
※. 일본판 / 한국판 順
| 사카가미 아유미(이유미) | 사카가미 아유미(이유미)                                                              |
| ----------------------- | ------------------------------------------------------------------------------------ |
| 성별                    | 여자                                                                                 |
| 신분                    | 학생                                                                                 |
| 가족관계                | 아버지, 어머니                                                                       |
| 포지션                  | 극장판 오리지널 캐릭터                                                               |
| 변신체                  | 큐어 에코                                                                            |
| 등장 프리큐어 시리즈    | 프리큐어 극장판 올스타즈 New Stage1, New Stage 3, TV판 허긋토! 프리큐어(카메오 출연) |

## 소개
프리큐어 시리즈 극장판에 등장하는 인물로 TV판에서는 나오지 않았다가 허긋토! 프리큐어를 통해서 카메오로 처음 등장하였다. 갈색의 트윈 테일에 머리띠를 달고있다. 

### 극장판 올스타즈 New Stage 1
이 작품에서 첫 등장을 하였는데 아버지, 어머니와 함께사는 소녀로 아버지의 일로 인해서 전학을 오게 되었고 잦은 전학과 새로운 환경의 반복으로 인해서 소심한 성격에 자신감이 없는 편이라 친구를 사귀지 못하고 있다가 우연히 노란 생물체를 만나게 되면서 후짱이라 지어주며 친해지게 된다. 그러나 사실 후짱의 정체는 프리큐어들의 적인 퓨전의 일부로 알려져있다. 
지나던 중 스마일 프리큐어!의 호시조라 미유키와 충돌하면서 처음 만났으며 스위트 프리큐어♪의 호조 히비키와도 만나게 되었는데 그녀들이 프리큐어로 변신하는 것을 눈앞에서 보면서 그 정체를 알게 되었다. 후짱이 프리큐어들의 적인 퓨전의 일원이라는 것을 알면서도 유일하게 정을 나누었던 사이라 프리큐어들의 호소에도 불구하고 처음에는 후짱을 적으로 생각하지 않았으며 자신에게 무관심한 부모와 학교에 대한 원망과 증오를 표하면서 후짱이 공감하여 아유미의 부모와 학교를 제거하려고 하였지만 스마일과 스위트 멤버들이 아유미를 달래주면서 힘을 받아 프리큐어로 각성하여 큐어 에코로 변신하게 되었고 프리큐어로서 후짱을 설득한 끝에 후짱이 프리큐어들에게 힘을 주면서 소멸하게 되었다. 
사건 이후로는 성격이 바뀌어서 학교 친구들과도 대화를 나누는 적극적이고 활발한 성격으로 바뀌었다. 

### 극장판 올스타즈 New Stage 3
New Stage 2에서는 등장하지 않았다가 오랜만에 등장하였는데 길거리에서 아이들이 잠에서 깨어나지 않는다는 심각한 소식을 들으면서 용납할 수 없는 일이라며 주먹을 쥐고 다짐을 하는 모습으로 나온다. 후반에 모든 프리큐어들이 악몽수들을 상대로 싸우는 중에 유메타를 지키려는 두 요정 엔엔과 그렐과 만나게 되었는데 이 당시 그렐은 교과서를 통해서 프리큐어들의 신상을 파악하고 있지만 유일하게 큐어 에코는 교과서에 빠져있기 때문에 그 존재를 몰랐으나 엔엔이 새로운 프리큐어가 등장하였던 적이 있다고 귀뜸을 해주면서 알게 되었다. 그리고 그들과 파트너가 되어서 큐어 에코로 변신하여 악몽수의 결계를 파괴하고 꿈의 세계를 뒤덮은 어둠을 정화하는데 성공, 엔엔에 의해서 추가로 교과서에 기록되었고 현실에서도 아유미와 같이하는 역할을 하게 되었다. 

### 극장판 올스타즈 모두 노래하자 기적의 마법
여기에서는 기적의 마법 포스터를 통해서 등장하게 되었으며 처음으로 맨손 액션을 사용하여 위기에 처한 마법사 프리큐어!의 이자요이 리코를 구하면서 그녀에게 조언을 해준다. 

### 허긋토! 프리큐어
사상 처음으로 TV판에도 첫 등장을 하였는데 여기에서는 카메오 캐릭터로 나오게 되었다. 

## 큐어 에코
사카가미 아유미가 프리큐어로 변신한 모습. 올스타즈 New Stage 1에서는 본인 스스로 변신하였으며 New Stage 3에서는 요정인 그렐, 엔엔의 도움을 받아 변신하였다. 

올스타즈 New Stage 1에서는 전투씬은 없고 New Stage 3에서 프리큐어 하트풀 에코를 사용하였고 기적의 마법에서는 맨손 액션도 보였다. 